# Коптево (Сафоновський район)
Коптево (рос. Коптево) — присілок Сафоновського району Смоленської області Росії. Входить до складу Вишегорського сільського поселення.
Населення — 21 особа (2007 рік). 